# Laughing on the Outside
| Оценки критиков               | Оценки критиков |
| Источник                      | Оценка          |
| ----------------------------- | --------------- |
| AllMusic                      | [ 2 ]           |
| Billboard                     | без оценки      |
| Encyclopedia of Popular Music | [ 4 ]           |
| The Rolling Stone Album Guide | [ 5 ]           |

Laughing on the Outside — четвёртый студийный альбом американской певицы Ареты Франклин, выпущенный 12 августа 1963 года на лейбле Columbia Records. Альбом был записан в Нью-Йорке на студии Columbia Recording Studios, его продюсером выступил Роберт Мерси. На данном альбоме певица исполняет джазовые и поп-стандарты.

## Список композиций
| №  | Название                           | Автор(ы)                                  | Длительность |
| -- | ---------------------------------- | ----------------------------------------- | ------------ |
| 1. | «Skylark»                          | Джонни Мерсер, Хоги Кармайкл              | 2:49         |
| 2. | «For All We Know»                  | Сэм Льюис, Фред Кутс                      | 3:25         |
| 3. | «Make Someone Happy»               | Бетти Комден, Адольф Грин, Жюль Стайн     | 3:48         |
| 4. | «I Wonder (Where Are You Tonight)» | Арета Франклин, Тед Уайт                  | 3:16         |
| 5. | «Solitude»                         | Дюк Эллингтон, Эдгар Деланж, Ирвинг Миллс | 3:50         |
| 6. | «Laughing on the Outside»          | Берни Уэйн, Бен Ралей                     | 3:14         |

| №                   | Название                           | Автор(ы)                            | Длительность |
| ------------------- | ---------------------------------- | ----------------------------------- | ------------ |
| 1.                  | «Say It Isn’t So»                  | Ирвинг Берлин                       | 3:05         |
| 2.                  | «Until The Real Thing Comes Along» | Сэмми Кан, Сол Чаплин, Л. Е. Фриман | 3:04         |
| 3.                  | «If Ever I Would Leave You»        | Алан Джей Паркер, Фредерик Лоу      | 4:04         |
| 4.                  | «Where Are You?»                   | Гарольд Адамсон, Джимми Макхью      | 3:50         |
| 5.                  | «Mr. Ugly»                         | Норман Мэпп                         | 3:22         |
| 6.                  | «I Wanna Be Around»                | Джонни Мерсер, Сэйди Уиммерштедт    | 2:25         |
| Общая длительность: | Общая длительность:                | Общая длительность:                 | 41:00        |

| №                   | Название                                                          | Автор(ы)                                              | Длительность |
| ------------------- | ----------------------------------------------------------------- | ----------------------------------------------------- | ------------ |
| 1.                  | «Ol’ Man River»                                                   | Джером Керн, Оскар Хаммерстайн II                     | 4:01         |
| 2.                  | «You’ve Got Her» (Mono Version)                                   | Фред Джонсон, Лерой Кирклэнд, Перл Вудс, Терри Мелчер | 2:40         |
| 3.                  | «Here’s Where I Came In (Here’s Where I Walk Out)» (Mono Version) | Арт Уэйн, Бен Ралей                                   | 2:53         |
| 4.                  | «Say It Isn’t So» (Mono Version)                                  | Ирвинг Берлин                                         | 3:08         |
| Общая длительность: | Общая длительность:                                               | Общая длительность:                                   | 54:00        |